# 네만강

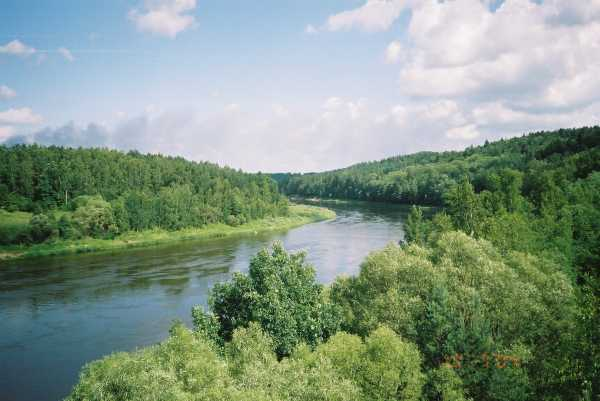
네만강, 알리투스 인근

네만강(리투아니아어: Nemunas 네무나스, 벨라루스어: Нёман 뇨만, 러시아어: Неман 네만[*], 폴란드어: Niemen 니에멘[*], 독일어: Memel 메멜[*])은 벨라루스와 리투아니아, 러시아를 흘러서 발트해로 들어가는 강이다. 면적은 9만 8000 km2이고, 길이는 937 km이다. 민스크 남서쪽에서 발원해서, 리투아니아와 러시아의 칼리닌그라드주와의 경계를 흘러서 발트 해의 쿠르스키만으로 흘러서 들어간다. 유럽에선 14번째로 큰 강으로, 리투아니아에선 첫 번째로 큰 강이자 벨라루스에선 3번째로 큰 강이다. 총 길이는 900 km이상된다.

## 같이 보기
- 동프로이센